# Bức xạ terahertz
Bức xạ terahertz hay bức xạ têrahéc (bức xạ terahertz, sóng terahertz, ánh sáng terahertz, T-rays, T-light, T-lux và THz) là một loại tia bức xạ điện từ có tần số nằm trong vùng phạm vi 300 gigahéc (3×109 Hz) và 3 têrahéc (3×1012 Hz), nằm trong dải sóng 1 milimét và 100 micrômét.
Vào tháng 5 năm 2012, nhờ sử dụng sóng têrahéc, các nhà nghiên cứu thuộc Đại học Công nghiệp Tokyo đã lập một kỷ lục mới trong việc truyền dữ liệu không dây: họ đã đạt được vận tốc 3 Gigabits trong một giây.